# Манилівка (Полтавський район)
Мани́лівка — село в Україні, у Зіньківській міській громаді Полтавського району Полтавської області. Населення становить 56 осіб. До 2020 орган місцевого самоврядування — Шилівська сільська рада.

## Географія
Село Манилівка знаходиться на правому березі річки Грунь, вище за течією на відстані 1 км розташоване село Ступки, нижче за течією примикає село Шилівка, на протилежному березі - село Одрадівка. Поруч проходить автомобільна дорога Т 1706.

## Історія
1859 року у козачому і власницькому хуторі Манойлівка налічувалось 58 дворів, мешкало 315 осіб (152 чоловічої статі та 163 — жіночої).
У Національній книзі пам'яті жертв Голодомору 1932—1933 років в Україні перелічено 4 жителя села, що загинули від голоду.
12 червня 2020 року, відповідно до розпорядження Кабінету Міністрів України № 721-р «Про визначення адміністративних центрів та затвердження територій територіальних громад Полтавської області», село увійшло до складу Зіньківської міської громади.
19 липня 2020 року, в результаті адміністративно - територіальної реформи та ліквідації Зіньківського району, село увійшло до складу новоутвореного Полтавського району Полтавської області.

## Населення

### Мова
Розподіл населення за рідною мовою за даними перепису 2001 року:
| Мова       | Кількість | Відсоток |
| ---------- | --------- | -------- |
| українська | 55        | 98.21%   |
| російська  | 1         | 1.79%    |
| Усього     | 56        | 100%     |